# Jimmy O. Yang
Jimmy O. Yang (Hongkong, 1987. június 11. –) hongkongi származású amerikai színész és stand-up komikus. 
Legismertebb szerepei közé tartozik Jian-Yang az HBO Szilícium-völgy (2014-2019) című sorozatában, Dr. Chan Kaifang a Netflix Űrhadosztály (2020-2022) vígjátéksorozatában, valamint Josh Lin a A szerelem illatában (2021).

## Fiatalkora
Yang szülei mindketten Sanghajból származnak, majd később Hongkongba költöztek, ahol ő született. 2000-ben, amikor Yang 13 éves volt, családja az Amerikai Egyesült Államokba emigrált és a kaliforniai Los Angelesben telepedett le. Nagynénje és nagymamája már az Egyesült Államokban éltek; szülei elsősorban azért csatlakoztak hozzájuk, hogy Yang és testvére, Roy jobb oktatásban részesülhessenek. Yang a John Burroughs Middle School nyolcadik osztályába iratkozott be, majd később a Beverly Hills High Schoolba járt.
Yang 2009-ben szerzett közgazdasági diplomát a San Diego-i Kaliforniai Egyetemen. Az egyetemi diplomaosztón a beszédet Mike Judge tartotta, aki később a Szilícium-völgy című sorozatban dolgozott showrunnerként, emellett szintén a UCSD végzettje volt.

## Pályafutása

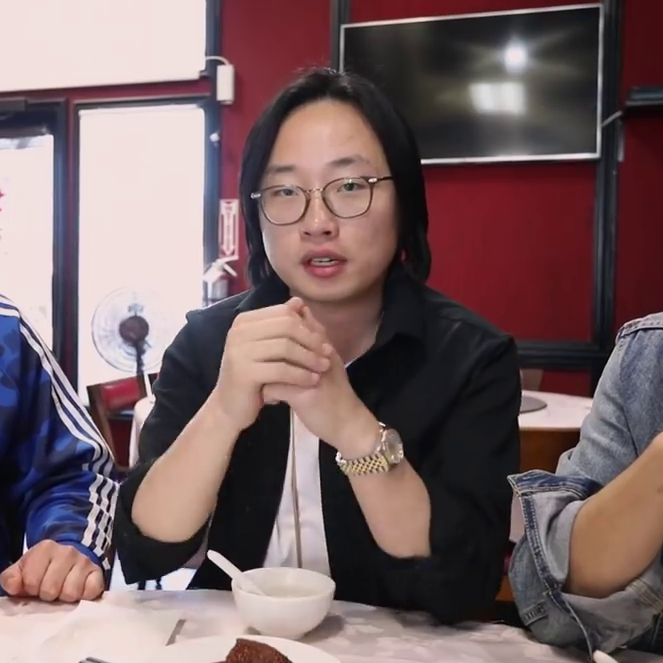
2018-ban

Yang 21 évesen, valószínűleg 2008 júniusa és 2009 júniusa között lépett fel először stand-up komikusként „Lowball Jim” néven a Ha Ha Comedy Clubban, Los Angeles észak-hollywoodi részében.
A diploma megszerzése után a kaliforniai Beverly Hillsben található Smith Barney pénzügyi tanácsadó cégnél volt gyakornok, de nem találta kielégítőnek a munkát, ezért elutasította a visszavételi ajánlatot. Ehelyett visszatért San Diegoba, hogy befejezze a diplomához szükséges követelményeket. Ezt követően a városban maradt, ahol használt autókat adott el, DJ-ként dolgozott egy sztriptízbárban, és vendégeket ültetett le egy komédiaklubban, hogy megélhetését biztosítsa, miközben ingyenesen stand-up műsorokat adott elő a The Comedy Palace-ban. Ott találkozott mentorával, Sean Kelly stand up komikussal, aki a helyet üzemeltette, és később megalkotta a Storage Hunters című valóságshow-t.
Amikor Yang visszaköltözött Los Angelesbe, a Central Castinghoz jelentkezett, mivel ott alacsony volt a bejutási korlát, és különböző casting weboldalakra is regisztrált. Egy barátja arra ösztönözte, hogy fontolja meg a színészi pályát, amikor elmondta neki, a reklámokból származó jogdíjakból jó pénzt lehet keresni. Addig is stand-up műsorokat tartott Dél-Kaliforniában, és beiratkozott színészképzésre. Végül a Vesta Talent Agency ügynökségen keresztül talált magának színészi ügynököt.
Televíziós debütálására a CBS Az élet csajos oldala című sorozatában került sor 2012-ben, majd 2014-ben a The Arsenio Hall Show műsorában lépett fel először késő esti stand-up produkcióval. A Felhőtlen Philadelphia 9. évadában Tang-See szerepét alakította, valamint feltűnt a Gyilkos elmék egyik epizódjában is, ahol Nathan Chow-t, egy pszichotikus zavarral küzdő középiskolást játszott. Dolgozott tanácsadóként a Harlem Globetrotters számára is, továbbá szinkronszerepeket vállalt az Infamous Second Son című videojátékban.
Kezdetben vendégszereplőként tűnt fel a Szilícium-völgy sorozatban, ahol csak alapfizetést kapott, majd 900 dollárt epizódonként. Három részben szerepelt, a keresetét pedig egy Priusra költötte, hogy Uber-sofőrként dolgozhasson a sorozat első és második évadja között. A 2. évadtól állandó szereplővé léptették elő. Mielőtt ezt bejelentették volna, egy állandó szerepet is megkapott a Sin City Saints című, a Yahoo! Screen által gyártott sorozatban, de visszautasította, mivel az a Szilícium-völgy feladását követelte volna tőle. A sorozat végül 2014 és 2019 között futott.
Első drámai szerepe Dun „Danny” Meng, egy kínai bevándorló volt, akit a Carnajev fivérek elraboltak autójával együtt A hazafiak napja (2016) című akciódráma filmben. 2018-ban Jon M. Chu rendezésében a Kőgazdag ázsiaiak című romantikus vígjátékban alakította Bernard Tai karakterét. 2019. szeptember 26-án bejelentették, hogy szerepet kapott Dr. Chan Kaifangként a Netflix Űrhadosztály című vígjátéksorozatában. 2020-ban Ryan Hansen partnereként két filmben is feltűnt, alig egy hónap különbséggel: a Mint egy főnök és A vágyak szigete című produkciókban. Az elsőben üzlettársakat, a másodikban mostohatestvéreket játszottak, akik között szoros érzelmi kapcsolat volt. Stand-up különkiadása, a Good Deal, 2020. május 8-án debütált az Amazon Prime Videon. 2021-ben Nina Dobrev mellett szerepelt a Netflix A szerelem illata című romantikus filmjében, amely az első romantikus főszerepe volt. Második stand-up különkiadása, a Guess How Much?, 2023. május 2-án jelent meg szintén a Prime Video-n. Szinkronhangként is szerepelt: ő kölcsönözte a majomkirály hangját a Netflix 2023. augusztus 18-án bemutatott A majomkirály című animációs filmjében.
2024-ben a Hulu A kínai negyed című sorozatának főszerepét alakította Willis Wu-ként. Ugyanebben az évben vendégszereplőként tűnt fel a TikTok rövid sorozatában, a Natural Habitat Shorts-ban, ahol egy sündisznó hangját adta.

## Magánélete
Az angol mellett Yang sanghaji, kantoni és mandarin kínai nyelven is beszél. Yang apja, Richard Ouyang, később ugyanahhoz a tehetségügynökséghez szerződött, és több filmben is szerepelt, többek között A hazafiak napja című filmben, amelyben fia karakterének apját alakította.
2015-ben lett amerikai állampolgár. Van egy YouTube-csatornája, amelyen főzéssel foglalkozik.
Yang korábban Brianne Kimmel amerikai kockázati tőke befektetővel volt kapcsolatban.

## Filmográfia

### Film
| Év   | Magyar cím                                  | Eredeti cím                          | Szerep                                       | Magyar hang   |
| ---- | ------------------------------------------- | ------------------------------------ | -------------------------------------------- | ------------- |
| 2013 | Gyakornokok                                 | The Internship                       | Wa Zao (stáblistán nem szerepel)             |               |
| 2016 | A hazafiak napja                            | Patriots Day                         | Dun Meng                                     |               |
| 2017 |                                             | El Camino Christmas                  | Mike, az operatőr                            |               |
| 2018 | A meztelen Juliet                           | Juliet, Naked                        | Elliot (stáblistán nem szerepel)             |               |
| 2018 | A partiállat                                | Life of the Party                    | Tyler                                        |               |
| 2018 | Kőgazdag ázsiaiak                           | Crazy Rich Asians                    | Bernard Tai                                  |               |
| 2018 | Haláli bábjáték                             | The Happytime Murders                | Delancey rendőrtiszt                         |               |
| 2019 | A Lego-kaland 2.                            | The Lego Movie 2: The Second Part    | Zebe (hangja)                                |               |
| 2020 | Mint egy főnök                              | Like a Boss                          | Ron                                          | Miller Dávid  |
| 2020 | A vágyak szigete                            | Fantasy Island                       | Brax Weaver                                  | Jéger Zsombor |
| 2020 |                                             | The Opening Act                      | Will Chu                                     |               |
| 2021 | A kívánságsárkány                           | Wish Dragon                          | Vej-cse (hangja)                             | Kovács Lehel  |
| 2021 | A szerelem illata                           | Love Hard                            | Josh Lin                                     | Miller Dávid  |
| 2022 | Beavis és Butt-head lenyomja az univerzumot | Beavis and Butt-Head Do the Universe | Jung, repülési szakértő Jung / Jeff (hangja) |               |
| 2022 | Minyonok: Gru színre lép                    | Minions: The Rise of Gru             | bérenc (hangja)                              |               |
| 2022 |                                             | Easter Sunday                        | Marvin                                       |               |
| 2022 | Énidő                                       | Me Time                              | Stan Berman                                  | Moser Károly  |
| 2023 | Drukkernénik                                | 80 for Brady                         | Tony                                         | Baráth István |
| 2023 | Állati iramban                              | Rally Road Racers                    | Muki (hangja)                                | Miller Dávid  |
| 2023 | A majomkirály                               | The Monkey King                      | Majomkirály (hangja)                         | Jéger Zsombor |
| 2025 | Roofman – A besurranó                       | Roofman                              | N/A                                          |               |

### Televízió
| Év        | Magyar cím                      | Eredeti ím                             | Szerep                           | Megjegyzés                                                                           |
| --------- | ------------------------------- | -------------------------------------- | -------------------------------- | ------------------------------------------------------------------------------------ |
| 2012      | Az élet csajos oldala           | 2 Broke Girls                          | sorban álló férfi                | 1 epizód                                                                             |
| 2013      | A S.H.I.E.L.D. ügynökei         | Agents of S.H.I.E.L.D.                 | kínai tinédzser                  | 1 epizód                                                                             |
| 2013      | Felhőtlen Philadelphia          | It's Always Sunny in Philadelphia      | Tang-See                         | 1 epizód                                                                             |
| 2014      |                                 | Things You Shouldn't Say Past Midnight | Phil                             | visszatérő szerep                                                                    |
| 2014      | Új csaj                         | New Girl                               | Steve                            | 1 epizód                                                                             |
| 2014      | Gyilkos elmék                   | Criminal Minds                         | Nathan Chow                      | 1 epizód                                                                             |
| 2014–2019 | Szilícium-völgy                 | Silicon Valley                         | Jian-Yang                        | - visszatérő szerep (1. évad) - főszerep (2–6. évad) - magyar hangja: - Czető Roland |
| 2015      | Battle Creek – Zsarupáros       | Battle Creek                           | Chang                            | 1 epizód                                                                             |
| 2016      | Veszélyes tanerök               | Those Who Can't                        | James Chen                       | vendégszerep (3 epizód)                                                              |
| 2016      |                                 | Broken                                 | Donny                            | vendégszerep (3 epizód)                                                              |
| 2016–2017 | Amerikai fater                  | American Dad!                          | Hisashi / diákszövetség (hangja) | 2 epizód                                                                             |
| 2018      | Kúria                           | Another Period                         | Eng Bunker                       | 1 epizód                                                                             |
| 2018      | A Simpson család                | The Simpsons                           | Szun-ce (hangja)                 | 1 epizód                                                                             |
| 2018      | Tömény történelem               | Drunk History                          | Genghis Khan                     | 1 epizód                                                                             |
| 2018–2019 | Amerika Huangjai                | Fresh Off the Boat                     | Horace                           | 3 epizód                                                                             |
| 2020      | Medvetesók: A film              | We Bare Bears: The Movie               | Joey Raccoon (hangja)            | tévéfilm                                                                             |
| 2020–2022 | Űrhadosztály                    | Space Force                            | Dr. Chan Kaifang                 | - visszatérő szerep (1. évad) - főszerep (2. évad) - magyar hangja: - Baráth István  |
| 2022      | Beavis és Butt-head             | Beavis and Butt-Head                   | doktor (hangja)                  | 1 epizód                                                                             |
| 2023      | Egy kínai Amerikája             | American Born Chinese                  | Ao Guang                         | 1 epizód                                                                             |
| 2024      | Virsliparty: Utápia             | Sausage Party: Foodtopia               | Energiaital (hangja)             | 1 epizód                                                                             |
| 2024      | Szörnyecskék: A Mogwaiok titkai | Gremlins: The Wild Batch               | Little Big (hangja)              | 1 epizód                                                                             |
| 2024      | A kínai negyed                  | Interior Chinatown                     | Willis Wu                        | 10 epizód                                                                            |
| 2024      | Jentry Chau az alvilág ellen    | Jentry Chau vs. The Underworld         | Peng Chau (hangja)               | 4 epizód                                                                             |
| 2024      |                                 | Natural Habitat Shorts                 | Fathah karácsonyi sündisznó      | 1 epizód                                                                             |